# Alfa Romeo Junior (2024)
O Alfa Romeo Junior (Tipo 966) é um SUV crossover do segmento B produzido pela empresa italiana Alfa Romeo desde 2024. Em sua introdução, é o menor Alfa Romeo atualmente à venda.
Durante sua introdução, o Junior foi lançado como Alfa Romeo Milano. Após uma reclamação do governo italiano que alegou ser ilegal vender produtos "com som italiano" que não foram produzidos na Itália, a Alfa Romeo renomeou o veículo para Junior. O nome foi usado anteriormente pela marca para modelos de entrada dos cupês Giulia séries 105 e 115, bem como Giulias com carroceria Zagato nas décadas de 1960 e 1970. O nome anterior, Milano, era o nome do mercado americano para o sedã Alfa Romeo 75 e uma referência à cidade natal da Alfa Romeo, Milão.

## Visão geral
O veículo foi revelado em 10 de abril de 2024 como Milano, e foi renomeado para Junior cinco dias depois. Ele foi concebido como um substituto direto para o MiTo no mesmo segmento B e o Giulietta ao mesmo tempo. O Junior é relacionado ao Jeep Avenger e ao Fiat 600, e é fabricado junto com eles em Tychy, na Polônia, compartilhando a mesma plataforma STLA Small (e-CMP2).
O Junior apresenta alguns elementos de design que fazem referência ao Giulia TZ, uma grade frontal com escudo scudetto (a versão Elettrica terá o logotipo recortado e a versão Hybrid tem uma grade tradicional com a escrita "Alfa Romeo"), maçanetas traseiras ocultas, faróis Full LED Matrix adaptativos "3+3" e uma peça de acabamento preta ao redor das lanternas traseiras. O Junior é o primeiro Alfa Romeo a abandonar a tradicional placa de matrícula deslocada por uma placa de matrícula centralizada em resposta às novas regulamentações de segurança de pedestres.

O interior tem duas telas de 10,25 polegadas (26,0 cm) para o painel de instrumentos e sistema de infoentretenimento touchscreen, saídas de ar-condicionado em formato de trevo de quatro folhas Quadrifoglio e bancos esportivos Sabelt opcionais. Outros recursos incluem a opção de sensores de estacionamento de 360 graus e câmera traseira de 180 graus, seleção de modo de direção Alfa D.N.A, assistente de voz virtual 'Hey Alfa' e recursos de segurança de direção autônoma de nível 2.

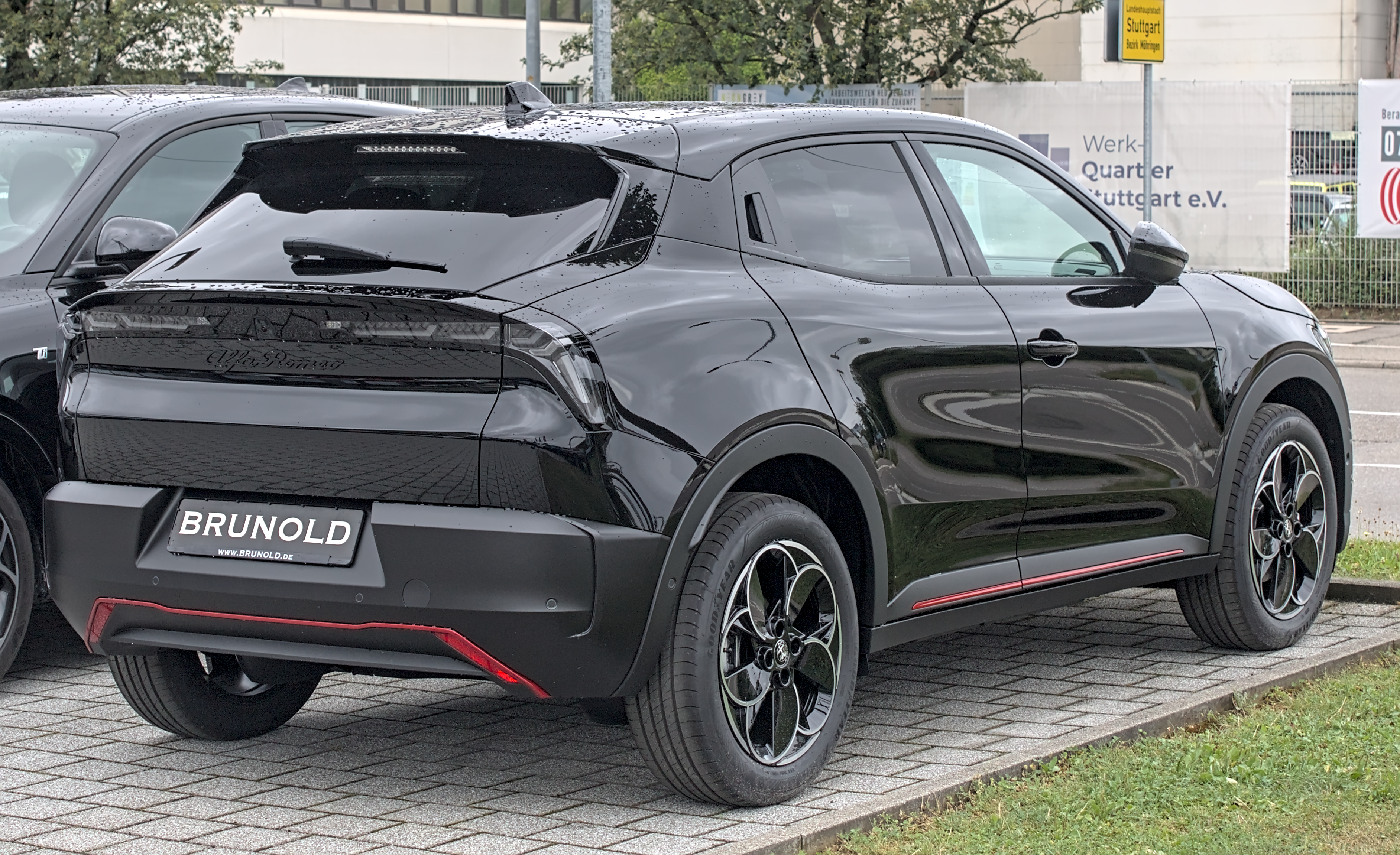
Vista traseira
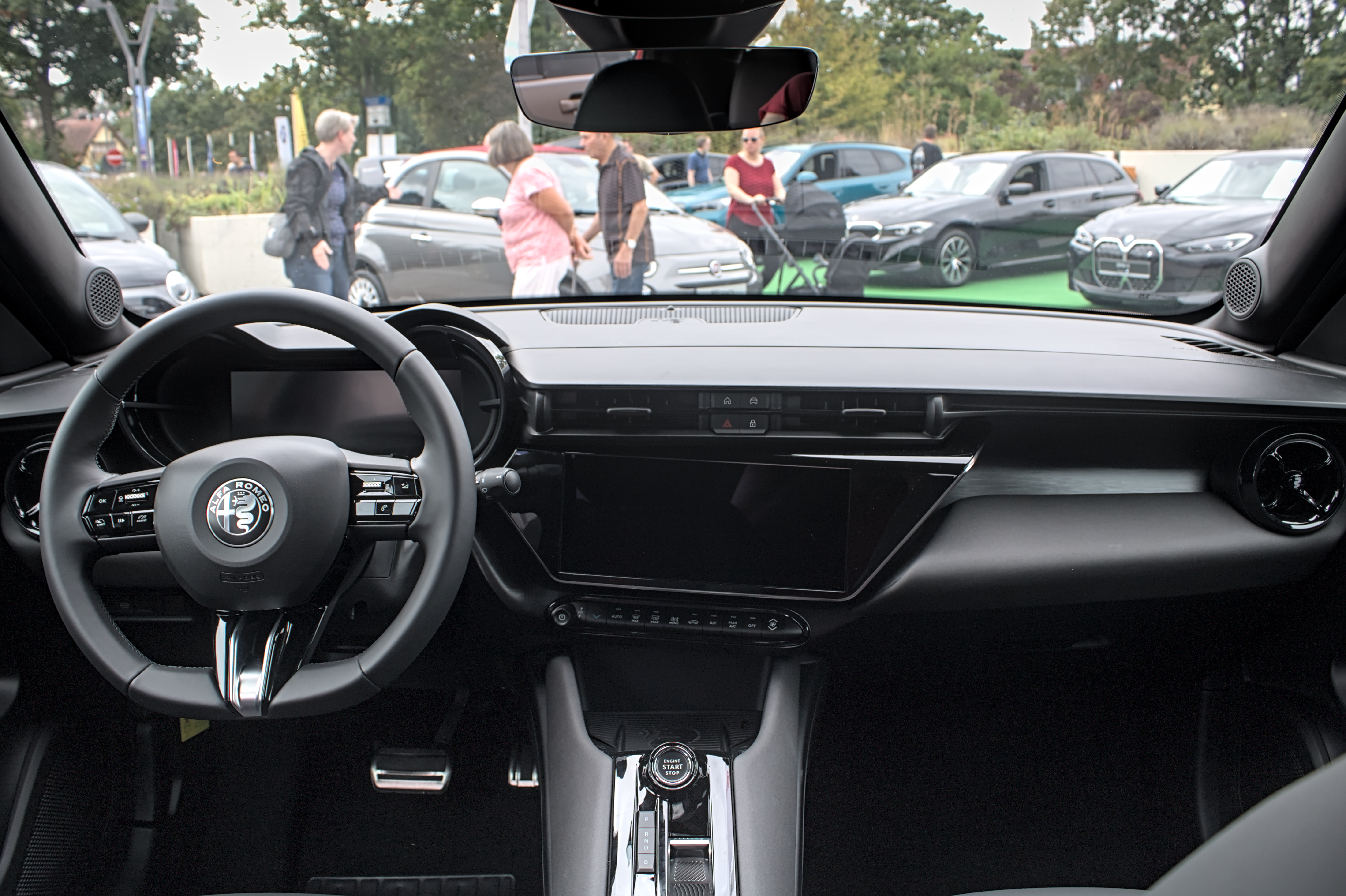
Vista interior

## Desempenho

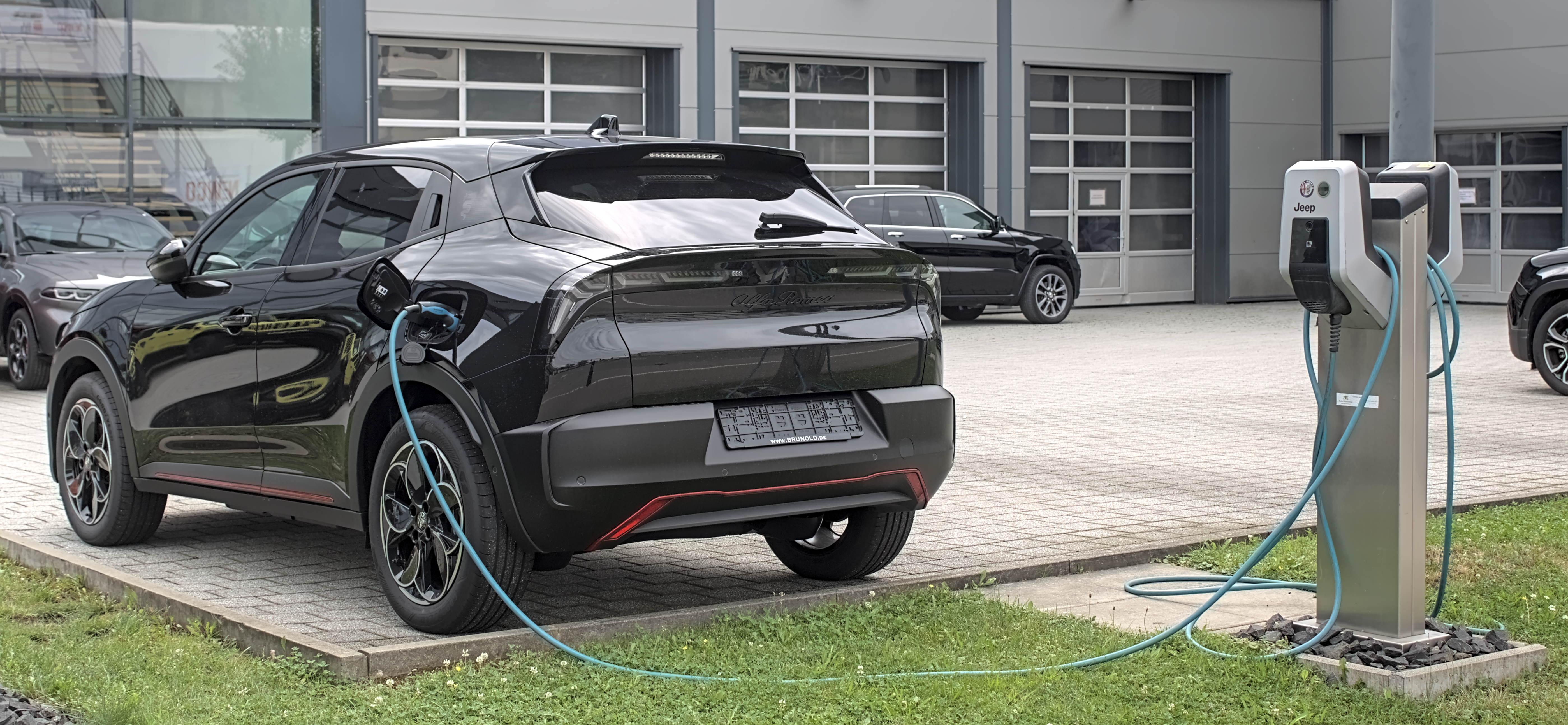
Um Alfa Romeo Junior elétrico

O Alfa Romeo Junior é o primeiro veículo totalmente elétrico da empresa, embora também seja oferecido como híbrido leve.
O veículo é oferecido com três níveis de desempenho, assim como o Ibrida, que serve como uma alternativa híbrida leve às opções de transmissão totalmente elétrica. O primeiro nível é o Alfa Romeo Junior Elettrica, que produz 156 cv e 260 N·m de torque. Ele tem tração dianteira e acelera de 0 a 100 km/h em 9,0 segundos. Sua bateria de 54 kWh permite que o Elettrica tenha 410 quilômetros de autonomia. O segundo acabamento de desempenho, nomeado de Junior Speciale, compartilha muitas das características do Elettrica, com alcance e desempenho idênticos.
O terceiro e atualmente mais potente nível de desempenho foi nomeado de Junior Veloce, que produz 281 cv e 345 N·m de torque, permitindo um tempo de 0–100 km/h de 5,9 segundos. Similarmente aos níveis de desempenho menos potentes, no entanto, ele tem tração dianteira e utiliza o mesmo conjunto de baterias de 54 kWh, permitindo 347 quilômetros de autonomia.
O quarto nível, nomeado de Ibrida, utiliza um sistema híbrido leve de 48 volts, totalizando 138 cv. A bateria, que contribui com 29 cv, funciona com um motor de três cilindros em linha turboalimentado de 1,2 L conectado a uma transmissão de dupla embreagem de seis velocidades, embora mais informações ainda não tenham sido reveladas.